# We Gotta Power
We Gotta Power (ウィー・ガッタ・パワー?, Uī Gatta Pawā) è la seconda sigla di apertura dell'anime Dragon Ball Z, interpretata da Hironobu Kageyama. È stata pubblicata su CD singolo il 21 novembre 1993, soltanto in Giappone. La canzone viene utilizzata negli ultimi 91 episodi della serie televisiva e in tre film legati alla serie. Il singolo è stato abbinato alla seconda sigla di chiusura dell'anime, Boku-tachi wa tenshi datta, sempre interpretata da Kageyama.

## Tracce
1. We Gotta Power (ウィー・ガッタ・パワー?, Uī Gatta Pawā) – 3:54
2. Boku-tachi wa tenshi datta (僕たちは天使だった?) – 3:49
3. We Gotta Power (ウィー・ガッタ・パワー?, Uī Gatta Pawā) (Karaoke) – 3:54
4. Boku-tachi wa tenshi datta (僕たちは天使だった?) (Karaoke) – 3:49